# Данський референдум щодо Конституції Європейського Союзу (2005)
Данський референдум щодо Конституції Європейського Союзу (2005) — референдум, що був запланований на 27 вересня 2005 року з метою з'ясувати, чи повинна Данія ратифікувати запропоновану Конституцію Європейського Союзу. Після того, як виборці Франції та Нідерландів проголосували на аналогічних референдумах проти ратифікації, прем'єр-міністр Данії Андерс Фог Расмуссен анонсував, що референдум буде скасований. 24 квітня 2008 року парламент Данії ратифікував Лісабонську угоду, і необхідність в референдумі остаточно зникла.
У листопаді 2004 року соцопитування вказували на те, що 49 % виборців країни, проголосують в підтримку Конституції, а 26 % проти.